# Hofanlage Dedendorf 2
Die Hofanlage Dedendorf 2 bzw. Hofanlage Breite Straße in Bücken-Dedendorf, in der niedersächsischen Samtgemeinde Grafschaft Hoya, stammt vom 17. und 18. Jahrhundert.
Einige Holzbauteile wurden auf 1518 datiert.
Die Gebäude stehen unter Denkmalschutz (siehe auch Liste der Baudenkmale in Bücken).

## Beschreibung
Der Hof besteht heute (2023) aus:
- dem eingeschossigen Wohn- und Wirtschaftsgebäude von 1611 als niederdeutsches Zweiständer-Hallenhaus in Fachwerk mit Steinausfachungen und einem ziegelgedeckten Krüppelwalmdach als Niedersachsengiebel mit Uhlenloch, auskragendem Wirtschaftsgiebel, Traufwänden und Kammerfach (Wohnteil) von 1768, sowie Innengerüst weitgehend von 1611, in Teilen sogar von 1518,[2]

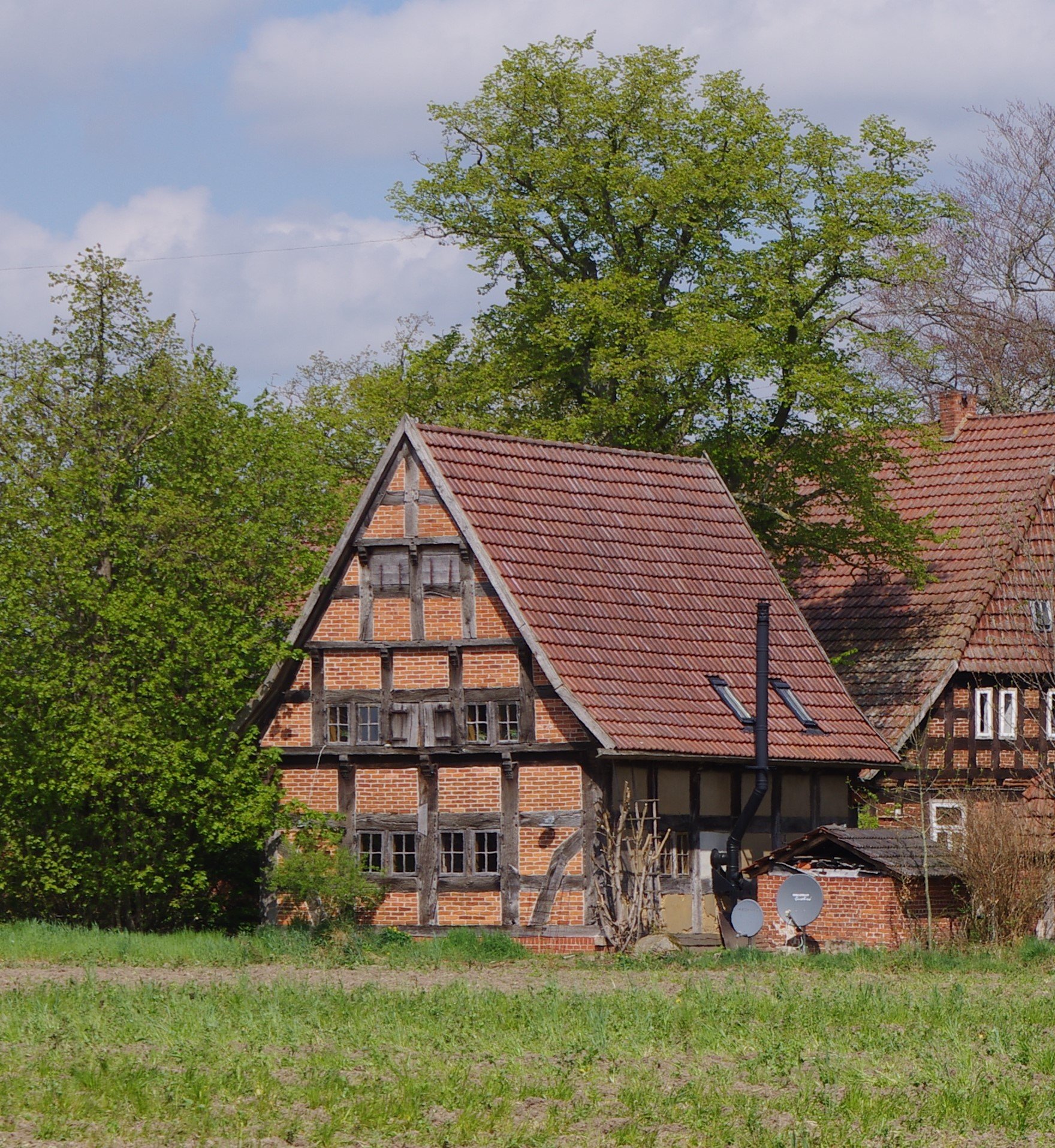
Speicher II

- dem eingeschossigen Speicher I von um 1705 in Lehmfachwerk mit Satteldach,[3]
- dem eineinhalbgeschossigen Speicher II in Ziegelfachwerk, Holz von 1575 nach dendrochronologischer Untersuchung,
- der Scheune für Heu von 1617 in Fachwerk als Wandständerbau mit Ziegelausfachungen im hofnahen Wald, 1661 verlängert,
- der eingeschossigen Stallscheune von 1768 in Fachwerk mit Lehm- und teilweise Ziegelausfachungen,
- dem Schafstall aus der Mitte des 18. Jahrhunderts in Ziegel- und Formsteinausfachungen, mit Krüppelwalmdach und Uhlenloch, im 19. Jahrhundert aus Duddenhausen hierher versetzt.

Das Niedersächsische Landesamt für Denkmalpflege befand: „… geschichtliche Bedeutung … durch beispielhafte Ausprägung einer Hofanlage mit zentralem niederdeutschen Hallenhaus in Zweiständerkonstruktion … mit bauzeittypischen, umfassend erhaltenen Nebengebäuden …“

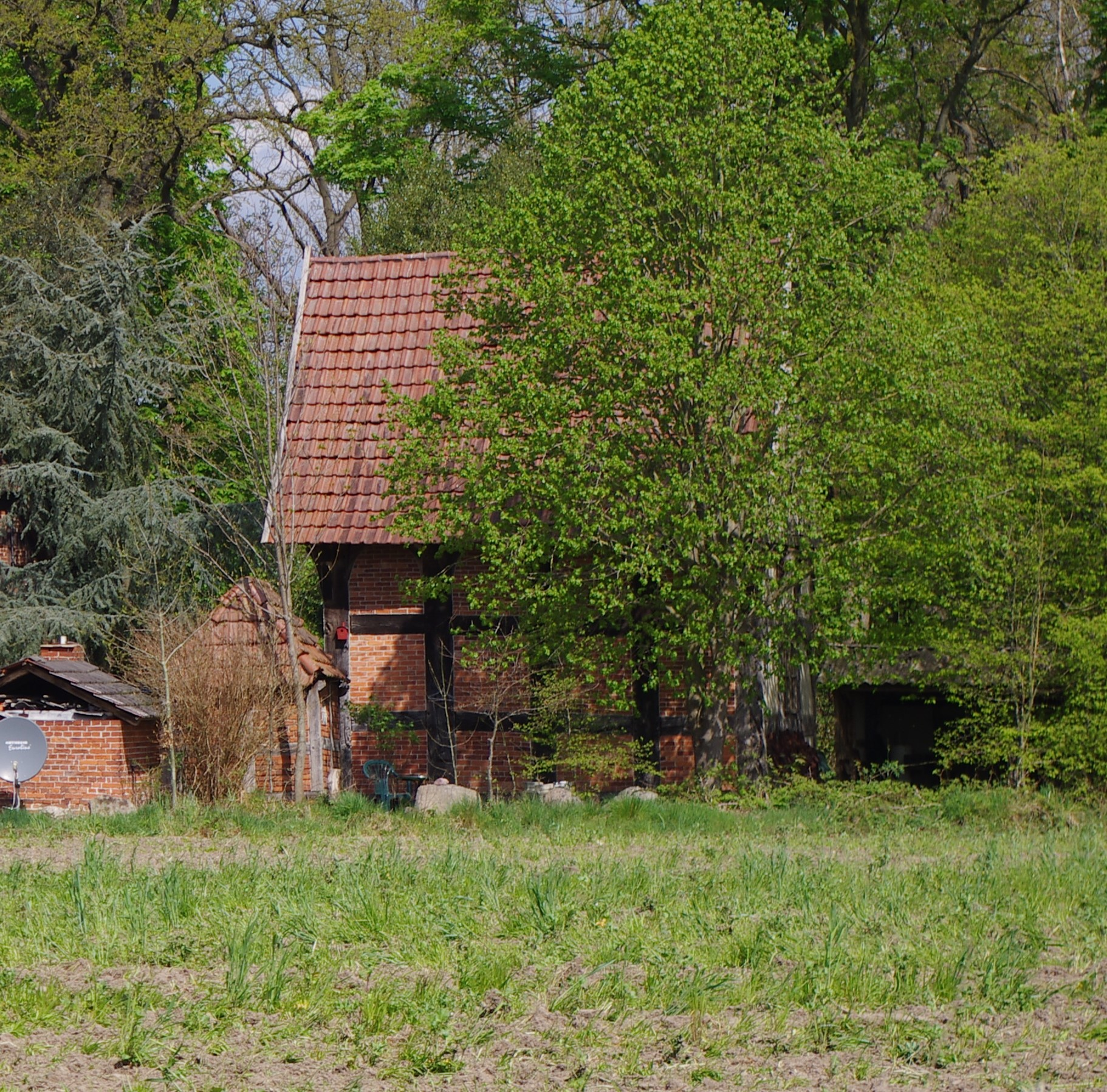
Speicher I
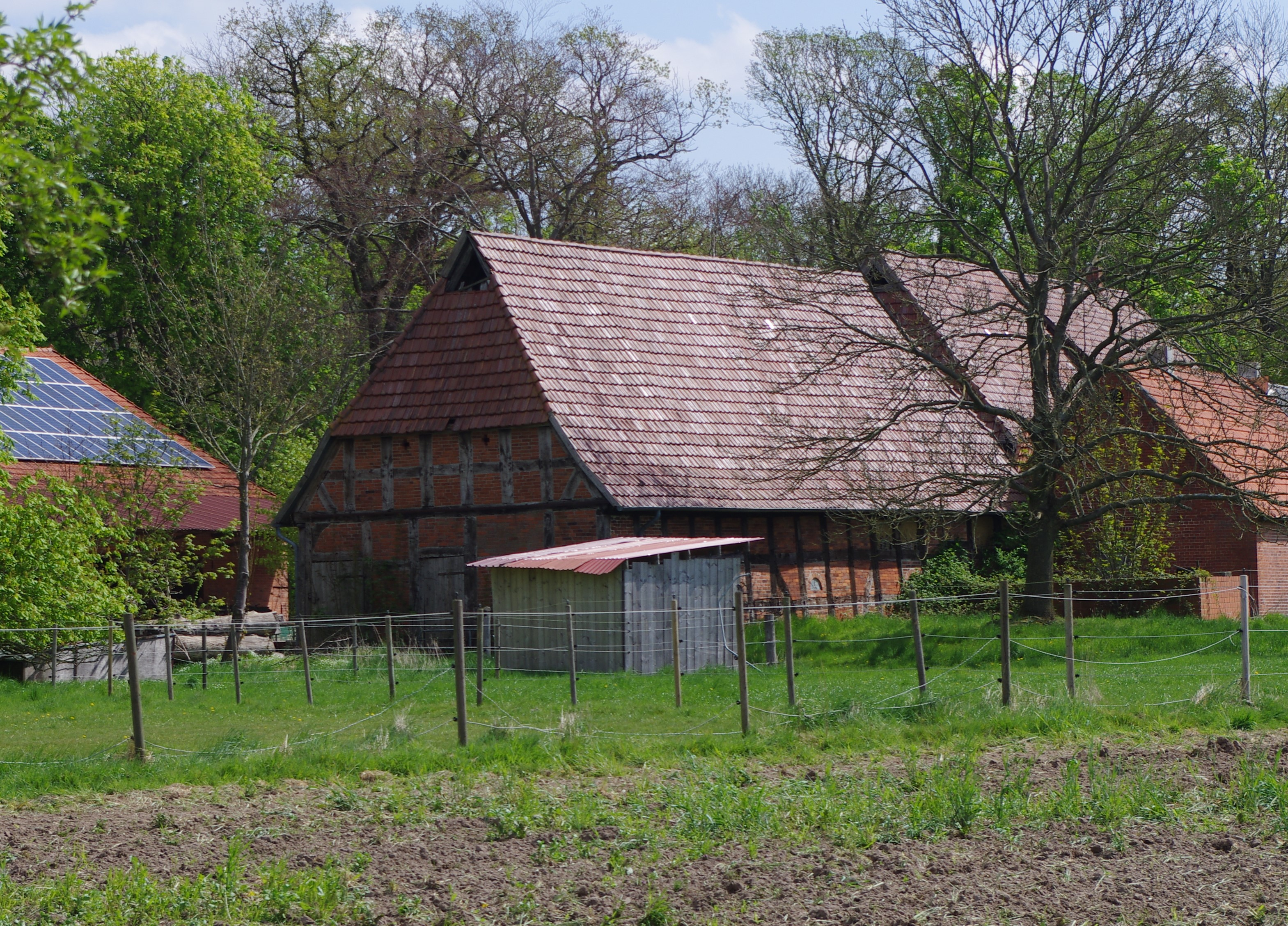
Schafstall